# Lehrmädchen-Report
Lehrmädchen-Report ist ein deutscher Film des Regisseurs Ernst Hofbauer aus dem Jahr 1972. Er ist eine Variante der erfolgreicheren Filmreihe Schulmädchen-Report (siehe Report-Film). Wie diese thematisiert der Film (im Stile angeblicher Reportagen) sexuelle Inhalte mit Nuancen gesellschaftspolitischer Kritik. Der Film bietet u. a. eine frühe Rolle für Sascha Hehn.

## Handlung
In sieben Episoden werden die sexuellen Erlebnisse von Lehrmädchen an ihrem Arbeitsplatz dargestellt.
1. Annemarie Gade geht als Dekorateurin im Kaufhaus in die Lehre. Sie versucht bei ihrem Vorgesetzten Wilms „zu landen“, der jedoch ihre Avancen abwehrt. Den anderen Männern der Abteilung bleibt dies nicht verborgen und sie glauben nun, dass das Mädchen „Freiwild“ ist.
2. Marianne Haupt geht in die Friseurlehre, wo sie einen Herrn kennenlernt, der ihr vorschlägt, als Messe-Hostess zu arbeiten, da sie so viel mehr verdient. Bald geht ihr auf, dass sie an einen ganz üblen Zuhälter geraten ist.
3. Franziska Köcks Vater hat eine Baufirma, weswegen er möchte, dass seine Tochter – die später die Firma übernehmen soll – eine Lehre auf dem Bau macht. In dem Männerberuf muss das Mädchen einen ziemlichen Spießrutenlauf absolvieren. Besonders der Vorarbeiter hat es auf sie abgesehen und macht ihr das Leben schwer, weil sie ihn hat abblitzten lassen. Aber Franzi weiß sich zu wehren.
4. Loni Probst macht eine Lehre in einer Druckerei. Ihr Vater ist ein Säufer und nimmt ihr den sowieso schon geringen Lohn ab. Sie freundet sich mit Tim, dem Mitglied einer Motorradgang an und träumt von einer Zukunft mit ihm, aber Tim ist sich nicht im klaren darüber, dass Loni noch minderjährig ist.
5. Jutta Klenk arbeitet in der Gastronomie auf einem Flugplatz für Sportflieger. Dort stellt ihr der Aufschneider Weber nach, der ihr nervöses Augenzwinkern für Interesse ihrerseits hält. Doch bei Dieter, der bei Nervosität etwas stottert, fühlt sie sich besser aufgehoben.
6. Elsa Wagenführ lernt Verkäuferin in einem Modegeschäft, wo ihre lesbische Vorgesetzte Fräulein Schmittke ein Auge auf sie geworfen hat.
7. Karin Hohmanns Lehre findet im Elektrofachgeschäft von Herrn Kruttke statt, der seine zahlreichen Lehrmädchen regelmäßig betatscht. Da muss ein Plan ersonnen werden, um dem aufdringlichen Kerl das Handwerk zu legen …